# Mimaki (Kyoto)
Pour les articles homonymes, voir Mimaki.
Mimaki (御牧村, Mimaki-mura) est un ancien village de la préfecture de Kyoto, ayant existé jusqu'au 1er octobre 1954, date de sa fusion avec le village de Sayama pour créer le bourg de Kumiyama. Il faisait partie du district de Kuse.

## Toponymie
« Mimaki » signifie « pâturage (牧) impérial (御) », qui référence à un ancien élevage de chevaux impérial qui y était situé durant la période Heian (794-1185), mais dont l'emplacement exact n'a pas pu être localisé. 

## Géographie

### Topographie et hydrographie
Mimaki est situé dans le point le plus bas du bassin de Kyoto (ja), entre le fleuve fleuve Uji (宇治川) et la rivière Kizu (木津川). Situé dans les remblais de l'ancien polder d'Oguraike (ja), Mimaki constitue la partie la plus basse de Kumiyama, et son relief est légèrement incliné du sud au nord. À sa fusion, Mimaki occupait une superficie de 6,47 kilomètres carrés.

### Géologie
La géologie de Mimaki est alluviale, composée de dépôts de sable et d'argile provenant des inondations de l'Uji. Dans les secteurs de Kitakawazura et d'Ōhashiberi (大橋辺), une couche de gleysol se trouve à 80 centimètres en dessous de la surface, tandis que près du site de l'ancien aérodrome, la surface et la première couche en-dessous de la surface sont de couleur gris à gris-brun, suivi d'une couche de sol gris à texture semi-granuleuse. Dans les secteurs remblayés, une couche de gleysol se trouve à 80 centimètres en dessous de la surface, suivie d'une couche de sol à texture fine.

### Villes limitrophes

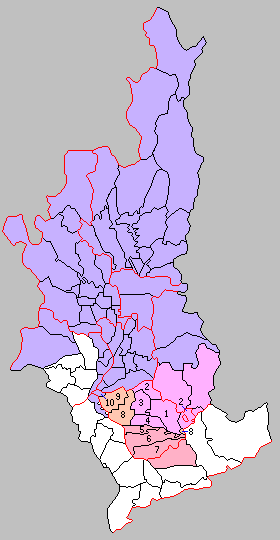
Localisation de Mimaki dans le sud de la préfecture de Kyoto (numéroté 9).

Entités territoriales limitrophes à la date de la fusion du 1er octobre 1954,. Le 1er juillet 1889, Mimaki est entouré à partir de l'ouest, dans le sens horaire, du village de Mizu (ja) (美豆村) et de trois exclaves du bourg de Yawata (八幡町), tous deux du district de Tsuzuki, du bourg de Yodo (淀町), du même district de Kuse, du village de Mukaijima (ja) (向島村), du district de Kii (ja), et du village de Sayama, du même district de Kuse. Le 1er avril 1931, Mukaijima est fusionné à la ville de Kyoto avec plusieurs autres municipalité, devenant l'arrondissement de Fushimi (伏見区). Le 1er avril 1935, Mizu est intégré au bourg de Yodo.

## Histoire
Mimaki semble avoir été habité très tôt, avec notamment la mention de Kurikuma no Ōnade (栗隈大溝) dans le Nihon shoki de 720, qui semble être un canal d'irrigation. Durant la période Heian (794-1185), la région est fortement influencée par la cour impériale, qui établit dans l'actuel Mimaki le pâturage de Mizu no Maki (美豆の牧). Au Moyen Âge, la famille Yamada devient très influente, détenant les droits de pêche du lac d'Oguraike et agissant à titre de chef régional. Leur manoir avait une porte d'une envergure impressionnante de 27 mètres. En 1594, Toyotomi Hideyoshi construit le château de Fushimi et détourne le fleuve Uji du lac d'Oguraike vers Fushimi et construit des remblais tout autour du lac. En conséquence, la région devient en proie à des inondations périodiques jusqu'à l'ère Meiji (1868-1912).
Le territoire de Mimaki est originellement composé de treize villages, ceux de Nakajima (中島村), No (野村), Mori (森村), Ojima (相島村), Higashiimoarai (ja) (東一口村), Nishiimoarai (西一口村), Kuginuki (釘貫村), Kitakawazura (北川顔村), Fujiwada (藤和田村), Fugo (封戸村), Bōnoike (坊之池村), Shimata (島田村), et Enokuchi (江ノ口村) tous administrés par le shogunat dans le domaine de Yodo,. Les villages de No, Mori, Fugo et Bōnoike sont quant à eux simultanément administrés par des temples bouddhistes ou des sanctuaires shinto (système Jisha-ryō (ja)). Avec l'abolition du système han le 29 août 1871, les treize villages rejoignent la préfecture de Yodo (淀県), fusionné à la préfecture de Koizumi et au fu de Kyoto pour créer le préfecture de Kyoto le 25 décembre de la même année. En 1874, les villages de No absorbe celui d'Ichida (市田村). En 1875, Nakajima absorbe le village de Kuginuki, Fujiwada absorbe Fugo, et Shimata absorbe Enokuchi. En 1876, Le village de Mimaki est créé par la fusion des anciens villages de Nakajima, No (Nomura), Mori, Ojima, Higashiimoarai, Nishiimoarai, Kitakawazura, Fujiwada, Bōnoike et Shimata,. Sous un système d'administration par chef de famille instauré en 1884, Mimaki seul était administré par un chef de famille (comparé à un chef qui administrait les six villages qui formeront Sayama). Le 1er avril 1889, à l'adoption de la loi municipale moderne (ja), le village de Mimaki est recréé et est désormais administré par un maire,. 
En 1940, la construction d'un aérodrome civil, où se déroulait la formation de pilotes civils, est entamé sur les terres agricoles de Mimaki et du village voisin de Sayama,. En 1941, le remblayage du polder d'Oguraike (ja) (巨椋池) et de ceux d'Ōuchi (大内池) et de Nakauchi (中内池) confèrent à Mimaki son étendue actuelle. Durant la Seconde Guerre mondiale, les instructeurs civils de l'aérodrome de Kyoto sont déployés au champ de bataille. En 1945, à la fin de la guerre, l'aérodrome est démantelé et converti en zone industrielle, tandis que les pistes sont transformées en canaux d'irrigation. En mai 1947, le collège municipal de Yodo (ja) (久世郡淀町・御牧村・佐山村事務組合立淀中学校) ouvre à Mimaki dans le secteur de Shimata, opéré par les municipalités de Mimaki, Sayama et Yodo. Les trois municipalités étant très proches, il est décidé dès 1949 d'ouvrir un comité sur la fusion des trois municipalités, pour alléger le fardeau financier et confronter les difficultés communes. En août 1954, il est décidé de fusionner Mimaki, Sayama et Yodo, mais les citoyens de Yodo étant indécis sur le fait de rester indépendant, fusionner avec les voisines Mimaki et Sayama ou encore avec Kyoto, Mimaki et Sayama décident de fusionner tout de même sans Yodo le 26 août. Le 13 septembre, une demande est soumise à l'assemblée préfectorale, et après un vote le 22 septembre, le 24 septembre, une notice d'approbation est publiée. Le 1er octobre 1954, la fusion de Mimaki et de Sayama pour créer le bourg de Kumiyama (久御山町) est effectuée, et Mimaki cesse alors d'exister en tant que municipalité indépendante,,,,.

## Démographie
Au recensement municipal de 2019, Mimaki avait une population de 3 954 habitants.

## Éducation
On y trouve l'école primaire de Mimaki (御牧小学校) et deux maternelles.

## Culture et patrimoine

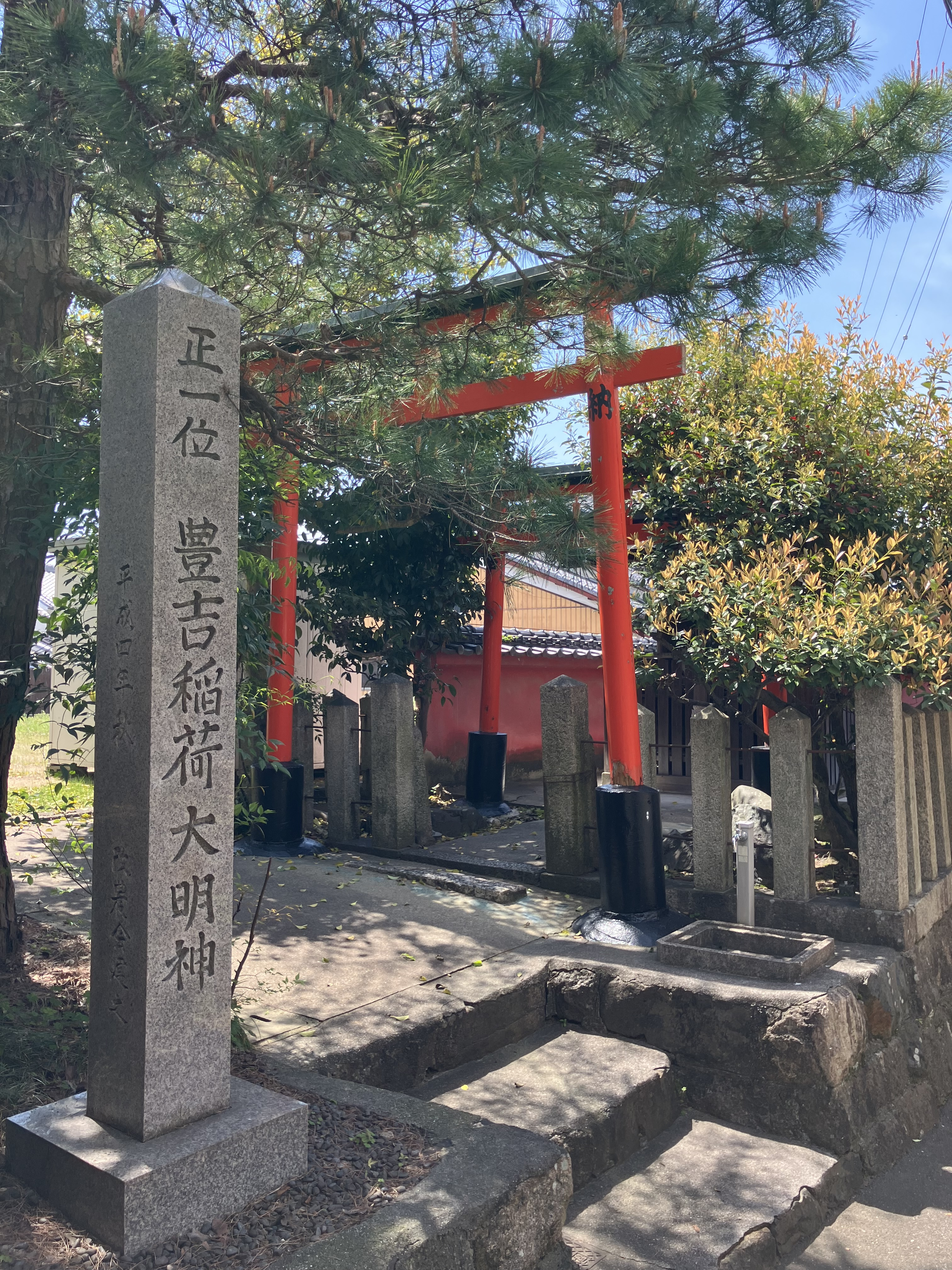
Sanctuaire shinto Hōyoshi Inari-jinja.

À Higashiimoarai se trouve le temple bouddhiste Anyō-ji (安養寺), où se trouve une statue de Kan'non à onze faces, ainsi qu'une stèle en pierre édifiée par Miyake Yasubei (ja) à son entrée. Aussi à Higashiimoarai se trouve l'ancienne résidence de la famille Yamada, édifiée à la fin de l'époque d'Edo (1603-1868), connue pour son imposante porte et ses murs, biens culturels tangibles enregistrés, ainsi que tout près de l'Anyō-ji, le sanctuaire shinto Hōyoshi Inari-jinja (豊吉稲荷神社), réputé pouvoir guérir la variole. À Nishiimoarai, sur la rive ouest de l'Uji, se trouve une stèle qui marque le lieu ou se trouvait un ancien bac permettant de se rendre des deux berges jusqu'à l'Anyō-ji de Higashiimoarai. À Nakajima se trouve le temple bouddhiste Kedai-ji (華台寺), fondé en 1019 et fréquemment visité par la famille impériale durant le Moyen Âge. Le hall du jizo y a été relocalisé depuis le temple abandonné Hōun-an (法雲庵), rénové en 1921. À Mori, se trouve le sanctuaire shinto Tamata-jinja (玉田神社), construit par l'empereur Genmei en 708 et bien culturel tangible enregistré. À Ojima, on peut visiter le temple bouddhiste Kōmyō-ji (光明寺), soi-disant construit par l'empereur Kōmyō, brûlé durant la guerre d'Ōnin, puis restauré. Des Douze Généraux célestes originellement présents, seuls quatre retent après la guerre.